# Cube (jeu vidéo)
Pour les articles homonymes, voir Cube (homonymie).
 (octobre 2019).
Si vous disposez d'ouvrages ou d'articles de référence ou si vous connaissez des sites web de qualité traitant du thème abordé ici, merci de compléter l'article en donnant les références utiles à sa vérifiabilité et en les liant à la section « Notes et références ».
Cube est un jeu de tir à la première personne gratuit fonctionnant sur plusieurs systèmes d'exploitation notamment GNU/Linux, Solaris, BSD, Windows ou Mac OS. Il est parfois confondu avec son moteur, le Cube Engine.
Le moteur de jeu a été développé au départ par un groupe allemand, et est disponible en Open source. Cube possédant un éditeur de carte intégré, une communauté s'est établie permettant la création de nouvelles cartes de jeu, mais aussi de nouvelles armes.
Cube est avant tout destiné au jeu en réseau, mais dispose tout de même d'un mode solitaire. Dans ce cas, les adversaires sont des monstres rappelant un peu ceux de Doom. 
En mode multijoueur, le problème provient des différentes versions (toutes compatibles entre elles) qui désavantagent les utilisateurs d'une version plus ancienne. En effet, il existe dans les versions actuelles des armes qui tuent du premier coup même avec armure.
Cube se distingue par des graphismes plutôt soignés, et une très bonne fluidité  même sur des configurations modestes. Son moteur a en effet été développé dans ce but. Il a reçu le titre Best 3D Action Game en 2002 lors des Happy penguin Award.
Le développement de Cube est figé depuis août 2005 pour concentrer les efforts sur son successeur Sauerbraten.

## Armes
Le jeu offre en plus de la possibilité de se battre à coup de poing, quatre armes différentes :
- shotgun, fusil de chasse basique qui est efficace à faible distance
- rifle, fusil un peu moins puissant mais de meilleure portée
- rocket, un lance roquette qui fait des dégâts de zone
- chaingun, une mitraillette très rapide

## Monstres
En mode solo, les ennemis à combattre sont des monstres de dangerosité diverse qui sont repris dans Sauerbraten :
- l'hellpig (cochon de l'enfer) est un petit monstre orange peu dangereux qu'un coup de poing suffit à tuer
- l'ogre, petit homme ventripotent qui lance des boules de feu. le personnage incarné par le joueur possède l'apparence d'un ogre. Dans les plus anciennes versions de Cube, les joueurs avaient tous exactement cette apparence. Dans les versions ultérieures, l'apparence des alliés du joueur est une variante bleutée.
- le gobelin, diablotin rouge, qui lance des boules très rapides d'une matière verte appelée slime, terme ayant plusieurs traductions en français.
- le rhino, robot tueur. Son arme est censée être le chaingun mais même dans le niveau de difficulté le plus élevé, sa cadence de tir est loin d'être aussi rapide que celle du chaingun utilisable par le joueur (plus le niveau de difficulté est élevé plus les monstres ont une cadence de tir rapide).
- le slith, humanoïde vouté utilisant le rifle.
- le ratamahatta monstre vert armé d'un shot gun.
- le knight (chevalier) homme en armure qui lance de boules de glaces.
- le bauul grand diable rouge lançant des roquettes.